# Ángel Agudo
Ángel Agudo San Emeterio (Torrelavega, Cantabria, 23 de enero de 1953) es un profesor universitario y político español, primero vinculado al Partido Comunista (PCE) y a la Izquierda Democrática Cántabra, hasta pasar, en 2003, al Partido Socialista Obrero Español (PSOE) y ser nombrado consejero de Economía y Hacienda del Gobierno de Cantabria (2003-2011). Al final del último mandato de José Luis Rodríguez Zapatero fue designado presidente de la Sociedad Estatal Correos y Telégrafos de España (26 de agosto de 2011-14 de marzo de 2012).

## Biografía
Es doctor en Ciencias Económicas y Empresariales, y profesor titular de Comercialización e Investigación de Mercados en la Universidad de Cantabria desde 1994, habiendo realizado su tesis doctoral sobre Distribución Comercial y Logística.

## Trayectoria política
En los años 80 fue secretario general del Partido Comunista de España (PCE) en Cantabria. Llegó a ser diputado autonómico por Izquierda Unida tras las elecciones de mayo de 1995, donde la formación consiguió entrar por primera vez en el Parlamento de Cantabria con tres diputados. Sin embargo, pronto él y sus compinches (Martín Berriolope y Emilio Carrera) practicaron el transfuguismo y los dos primeros terminaron colocándose en el PSOE. 
En 2014, el Partido Popular promovió varias comisiones de investigación en el Parlamento de Cantabria y presentó varias querellas contra varios miembros del anterior Gobierno de Cantabria, entre ellos Ángel Agudo. Como consecuencia de estas acciones del PP, Ángel Agudo fue imputado por malversación de caudales públicos, fraude a ente público y delito societario por la operación de compraventa del Racing de Santander al empresario indio Ahsan Ali Syed en enero de 2011 junto con el que fuera consejero de Cultura, Turismo y Deporte, el regionalista Francisco Javier López Marcano.
En enero de 2017 se archivó definitivamente por la Audiencia Provincial de Cantabria la causa contra Ángel Agudo, anulando su imputación y la de López Marcano y quedando ambos eximidos de cualquier responsabilidad penal en la venta de acciones del Racing de Santander. En su auto, el tribunal de apelación reconoce la “decidida e inequívoca voluntad política del Gobierno de Cantabria de utilizar los recursos públicos para atajar la situación de insolvencia en que se encontraba” el Racing cuando en diciembre de 2004 ordena a CEP Cantabria que formalice un préstamo y tutele, planifique y controle el proceso de saneamiento del club, al tiempo que encomienda a Cantur que adquiera más de un millón y medio de acciones para después recolocarlas en el mercado. La sala repasa cada uno de los pasos dados por ambas empresas públicas y concluye que las operaciones obedecen a un plan diseñado por CEP cuyo objetivo en esencia no era, como sostiene la querella y el auto recurrido, “liberar del pasivo al Racing en beneficio de la familia Montalvo” sino, como afirman los recurrentes y así lo entiende también el Ministerio Fiscal, “salvar al Racing".
| Predecesor: Juan José Fernández        | Consejero de Economía y Hacienda de Cantabria 2003-2011          | Sucesor: Cristina Mazas (Economía, Hacienda y Empleo) |
| Predecesor: Alberto Lafuente           | Presidente de la Sociedad Estatal Correos y Telégrafos 2011-2012 | Sucesor: Javier Cuesta Nuin                           |
| Predecesor: Miguel Ángel González Vega | Presidente del PSC-PSOE 2012-2017                                | Sucesor: Eduardo Echevarría                           |